# Chambers Biographical Dictionary
Le Chambers Biographical Dictionary est un dictionnaire biographique en anglais. Il fournit des descriptions concises de plus de 18 000 personnalités notables de Grande-Bretagne et du reste du monde. Il a été publié pour la première fois en 1897.
Les éditeurs, Chambers Harrap, qui étaient auparavant basés à Édimbourg, affirment que leur Biographical Dictionary est le dictionnaire biographique en un seul volume le plus complet et le plus fiable qui soit, couvrant des entrées dans des domaines tels que le sport, la science, la musique, l'art, la littérature, la politique, la télévision et le cinéma. La réimpression de 1990 est publiée par University Press, à Cambridge.

## Éditions
La 9e édition a été publiée en 2011 et comporte les biographies de plus de 18 000 personnes, la plupart consistant en une douzaine de lignes dans une mise en page à deux colonnes. Certaines atteignent toutefois 50 lignes ou plus, tandis que Shakespeare couvre deux pages. Les entrées comprennent généralement le lieu de naissance, un résumé de l'éducation ou de la carrière, et les réalisations ou publications. Une seule source de référence est généralement indiquée .
L'édition du centenaire de 1997  (ISBN 0-550-16060-4) a été éditée par Melanie Parry et l'édition révisée  (ISBN 0-550-18022-2) a été éditée par J. O. Thorne et T. C. Collocott. L'édition du centenaire contenait plus de 17 500 articles classés par ordre alphabétique, décrivant la nationalité, la profession et les réalisations de chaque personne, ainsi que 250 panneaux consacrés à un large éventail de personnes considérées comme particulièrement importantes, influentes et intéressantes. Les sources sont indiquées et il existe des milliers de suggestions de lectures complémentaires.
La 5e édition publiée en 1990 a été éditée par Magnus Magnusson.